# Ren Renfa
Ren Renfa ou Jên Jên-Fa, surnom : Ziming, nom de pinceau : Yueshan, originaire de Songjiang, province du Jiangsu est un Peintre chinois du XIVe siècle, où il est actif dans la première moitié. Ses dates de naissance (1254) et de décès (1327) lui sont données sans réelle certitude.

## Tradition et novation sous lesYuan
Dans l'histoire de la Chine, la marée mongols est brève. Elle dure quelque quatre-vingt-dix années, période où la carence du pouvoir central est ressentie par beaucoup. Qubilaï admire la culture chinoise et sous son règne, les traditions héritées des Song du Nord par les Jin, se maintiennent; mais l'incompétence et la corruption croissante de l'administration s'avèrent dangereuse sous le règne de Shundi, le dernier empereur des Yuan. La révolte éclate et durant vingt ans la rébellion fait rage, Hangzhou est incendié. Alors, dans les milieux lettrés, les tendances à l'indépendance ouvrent une voie quasiment révolutionnaire dans le monde artistique.

## Biographie
Vice-président du Bureau de l'entretien des cours d'eau, pendant l'occupation mongole, les origines de Ren Renfa sont mal connues : on pense qu'il est originaire du Sud de la Chine et l'on sait aussi qu'il meurt à l'âge de soixante-treize ans. Il est connu pour ses paysages, mais surtout pour ses peintures de chevaux, dans un style légèrement archaïsant comme il est de mise chez les artistes, qui lui sont contemporains. Les sujets hippiques sont, par ailleurs, bien faits pour plaire aux occupants mongols.
Comme Zhao Mengfu, Ren Renfa mène sous les mongols une carrière de fonctionnaire et de peintre spécialisé dans les portraits de chevaux. Sa fille est mariée à un fonctionnaire originaire d'Asie centrale, membre de la famille Kangli qui a accompagné les Mongols en chine pour les aider à pourvoir à leur administration ; Ren, spécialiste de technique hydraulique, occupe dans un premier temps le poste de Contrôleur auxiliaire pour l'irrigation.

## Style et technique
C'est Li Longmian que Ren Renfa prend comme modèle en cherchant par la pensée à rejoindre Han Gan. L'une de ses œuvres, conservée au Victoria and Albert Museum de Londres, Chevaux au pâturage, à l'encre et en couleurs légères sur soie, témoigne précisément du talent de l'artiste. Les tonalités délicates, les modelés légers qui mettent les volumes en valeur, la science du raccourci, sont le fait d'une observation réelle et vivante.

## La peinture de personnages sous les Yuan
L'une de ses plus célèbres peintures, un rouleau portatif intitulé Deux chevaux, est un morceau de Rhétorique picturale où Ren défend ses choix : le cheval gras, comme il le raconte dans son inscription, représente le fonctionnaire prospère qui se sert de sa position pour s'enrichir, alors que le cheval efflanqué, avec lequel Ren s'identifie clairement, est le fonctionnaire plein d'abnégation qui emploie sa fortune au bien-être du peuple et maigrit dans l'exercice de ses fonctions. Cette œuvre, comme d'autres peintures de chevaux de Ren, diffère nettement de celles de Zhao Mengfu dans son usage d'un style conservateur, solidement basé sur la peinture des Song, dénué de références archaïsantes et de gaucheries recherchées.

## Peinture de légende et naïveté impériale
Le même style extrêmement travaillé de dessin à fin contours, enrichi de lavis de couleurs ombrés, apparaît dans toute sa beauté dans la seule peinture de personnages due à Ren encore préservée (en dehors des palefreniers dans les peintures de chevaux) : L'entrevue de Zhang Guo avec l'empereur Minghuang (empereur Brillant), intitulée :Zhang Guo à l'audience de l'Empereur Brillant. Zhang Guo est un magicien taoïste qui peut parcourir de longues distances sur une mule magique ; quand il s'arrête pour se reposer, il la replie comme une feuille de papier et la place dans sa boîte à chapeau. Il lui redonne vie en l'aspergeant d'eau.  
Dans cette versionde Ren Renfa, on le voit faire la démonstration de ses pouvoirs magiques devant l'empereur Minghuang des Tang. Tandis que le vieux magicien le regarde avec un sourire matois, un jeune garçon libère la mule miniature volant en direction de l'empereur qui se penche vers l'avant, crédule mais réservé, cependant qu'un courtisan, qui se tient tout près, joint les mains et ouvre la bouche d'émerveillement. Les personnages richement colorés sont bien en chair et pleins de vie, ce qui est dans un goût et une tradition très différents de la pâleur délicate des personnages de Qian Xuan et de la rigidité antique de ceux de Zhao Mengfu.

## Musées
- Beijing (Musée du palais impérial):
  - L'entrevue de Zhang Guolao avec l'empereur Minghuang ou Zhang Guo à l'audience de l'Empereur Brillant[n 2], section d'un rouleau portatif, encre et couleur sur soie, dynastie des Yuan. 41,5 × 107,3 cm.

- Cambridge Fogg Art Museum :

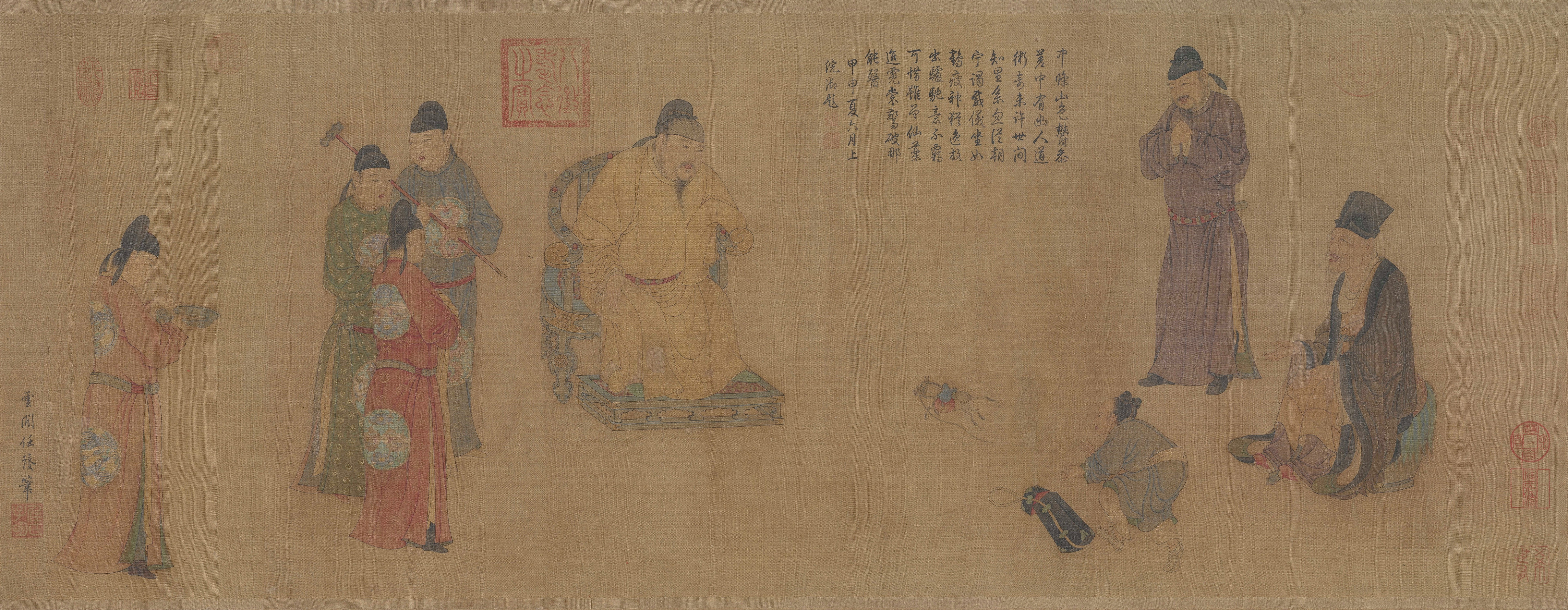
L'entrevue de Zhang Guo avec l'empereur Minghuang par Ren renfa

  - Chevaux et valets, petit rouleau en longueur, signé et daté 1314.
- Kyōto (Shinju-an) :
  - Le laïc Pang et sa famille, rouleau en hauteur, couleurs sur soie.
- Londres Victoria and Albert Museum :
  - Chevaux au pâturage, encre et couleurs légères sur soie, inscription portant le nom du peintre.
- Paris Mus. Guimet:
  - Deux chevaux et deux hommes, rouleau en longueur, poème signé avec le nom du peintre, attribution.
- Pékin (Mus. du Palais):
  - Le sorcier taoïste Zhang Guolaodevant l'empereur Zuanzong, créant un cheval volant, inscription de Qing Gianlong.
  - Deux valets sortant quatre chevaux des écuries, rouleau en longueur, couleurs sur soie.
  - Deux chevaux, rouleau en longueur, couleurs sur soie.
  - Cheval couché sur le sol et deux valets en conversation, rouleau en longueur poème de peintre.
  - Deux canard et quatre petits oiseaux, cachets du peintre.
- Shanghai :
  - Deux canards sur la rive et un petit oiseau dans un arbre en fleurs, signé.
- Taipei (Nat. Palace Mus.):
  - Homme assis en haut d'une falaise et jouant du qin, poème et cachets du peintre. Possible que cette œuvre soit postérieure au peintre.